# Marghera
Marghera è una località del comune di Venezia.
Situata sulla terraferma e in continuità con Mestre (dalla quale è separata dalla ferrovia Milano-Venezia), si articola in un quartiere residenziale e in un porto commerciale con annessa zona industriale, uno dei più importanti del genere in Italia.
Con altri sobborghi vicini costituisce la municipalità di Marghera, istituita nel 2005 dall'ex quartiere 13 Marghera-Catene (a sua volta formato, fino al 1997, dai quartieri 17 Marghera-Catene e 18 Malcontenta).

## Origini del nome
Secondo una definizione fantasiosa e popolare, il toponimo deriverebbe dal veneziano "mar ghe gera", letteralmente "mare c'era" (ovvero "c'era il mare"), espressione con cui si cominciò ad indicare la zona dove si sarebbe costruito il porto, un tempo paludosa. Questo tuttavia contrasta con un fattore noto: come già detto, "Marghera" è infatti ben più precedente e indicava in origine un piccolo borgo situato presso San Giuliano, sulle rive del Canal Salso. In seguito il toponimo si estese anche all'area della Marghera attuale, un tempo nota come Bottenighi.
Un'interpretazione di Wladimiro Dorigo ipotizza che il nome deriverebbe dal latino Maceria "muro a secco", alludendo al pietrame usato dai romani per delimitare le proprietà. Giovan Battista Pellegrini, traendo spunto dall'antica forma Malghera, lo ritiene piuttosto un fitonimo derivato da melica. Un'ulteriore etimologia, che si basa su un'altra antica forma Mergaria, la avvicina al verbo latino mergo ("immergo") con il significato quindi di "luogo dove è concesso affondare i relitti"; ovvero un punto, generalmente istituito presso tutti gli antichi porti, in cui le vecchie imbarcazioni dal legno ormai marcito e irrecuperabile venivano affondate.
In tutti i documenti e cronache medioevali e anche nelle storie dei primi secoli dell’età moderna in cui si accenni all'antica Marghera si può notare che il nome originario era Mergaria. Qui ci limitiamo a citare tre documenti e cioè uno del Trecento, uno del Quattrocento e uno del Cinquecento per dimostrare appunto la continuità del predetto nome, il quale fu poi corrotto in ‘Marghera’ nella parlata veneziana, come anche furono per esempio i cognomi Faletro in Falier, Cornario in Corner e Venerio in Venier:
1) Il doge Francesco Dandulo (vulgo 'Dandolo') (1329-1339) fece riordinare e raccogliere tutti gli statuti in vigore nel Comune di Treviso a beneficio del nuovo podestà locale Marino Faletro, il quale sarà poi a sua volta doge (1354-1355); gli stessi furono stampati a Venezia nel 1768 e dunque a p. 91 leggiamo:
De domibus faciendis in Mergaria et bucca sigloni pro habitatione custodum […] ordinamus, quod in Mergaria et bucca sigloni in locis utilioribus et magis idoneis fiat una domus competens cum turrisella […] in quibus custodes tute, commode et continue valeant habitare…
Insomma si doveva costruire a Marghera una casa speculatoria per le guardie confinarie che il comune di Treviso vi avrebbe posto.
2) L’11 dicembre 1460 a Venezia il Consiglio dei Dieci deliberò di scagionare un ragazzino di Marghera, Ludovico Segato, dall’accusa di omicidio e di sodomia perché una sua commissione si era recata colà e aveva accertato che il piccolo, il quale aveva ucciso con un pugnale Antonio Pavano, un sodomita che aveva preso a percuoterlo per convincerlo a sopportare i suoi abusi sessuali, era di età inferiore al limite di legge previsto perché si potesse essere accusati di delitti ed era quindi stato giudicato non colpevole:
… videlicet nobiles viri ser Nicolaus Truno Inquisitor […] iverint ad videndum puerum in Mergaria et clarissime cognoverint ille puerum esse citra aetatem…
3) In una relazione della battaglia di Vicenza del 7 ottobre 1513 inviata il 17 seguente da Jacques de Bannissis, segretario dell’imperatore Carlo V, all’arciduca Carlo d’Austria il nome è ancora Mergaria:
… accesserunt ad Mergariam, qui locus propinquior est ipsis Venetiis, nec per diametrum plus quam duobus milibus passuum a Venetiis distans, quem Veneti munierant et presidio firmaverant, quem nostri vi expugnarunt et incenderunt et, injectis bombardis ad litus maris, cum eis in Venetias sagittarunt…
L’esercito imperiale si era impadronito del presidio costruito dai veneziani a Marghera e l’aveva incendiato per poter così installare su quel lido una batteria di potenti bombarde con le quali aveva poi cominciato a bombardare la stessa Venezia.

## Storia

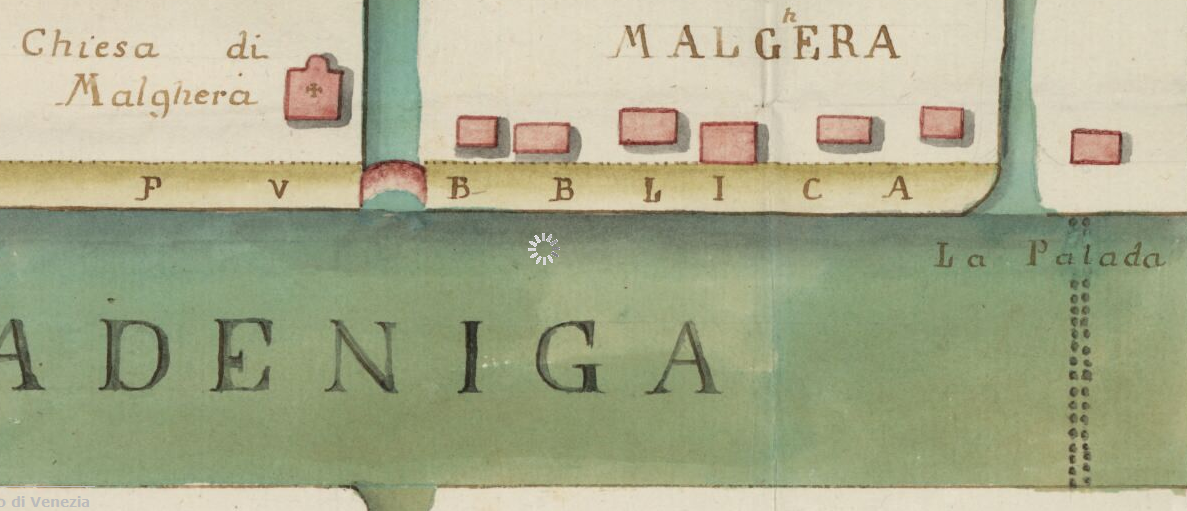
Marghera nel 1779: si notano la fossa Gradeniga (attuale canal Salso) e la Palada, uno sbarramento che costringeva i natanti a passare per una dogana.

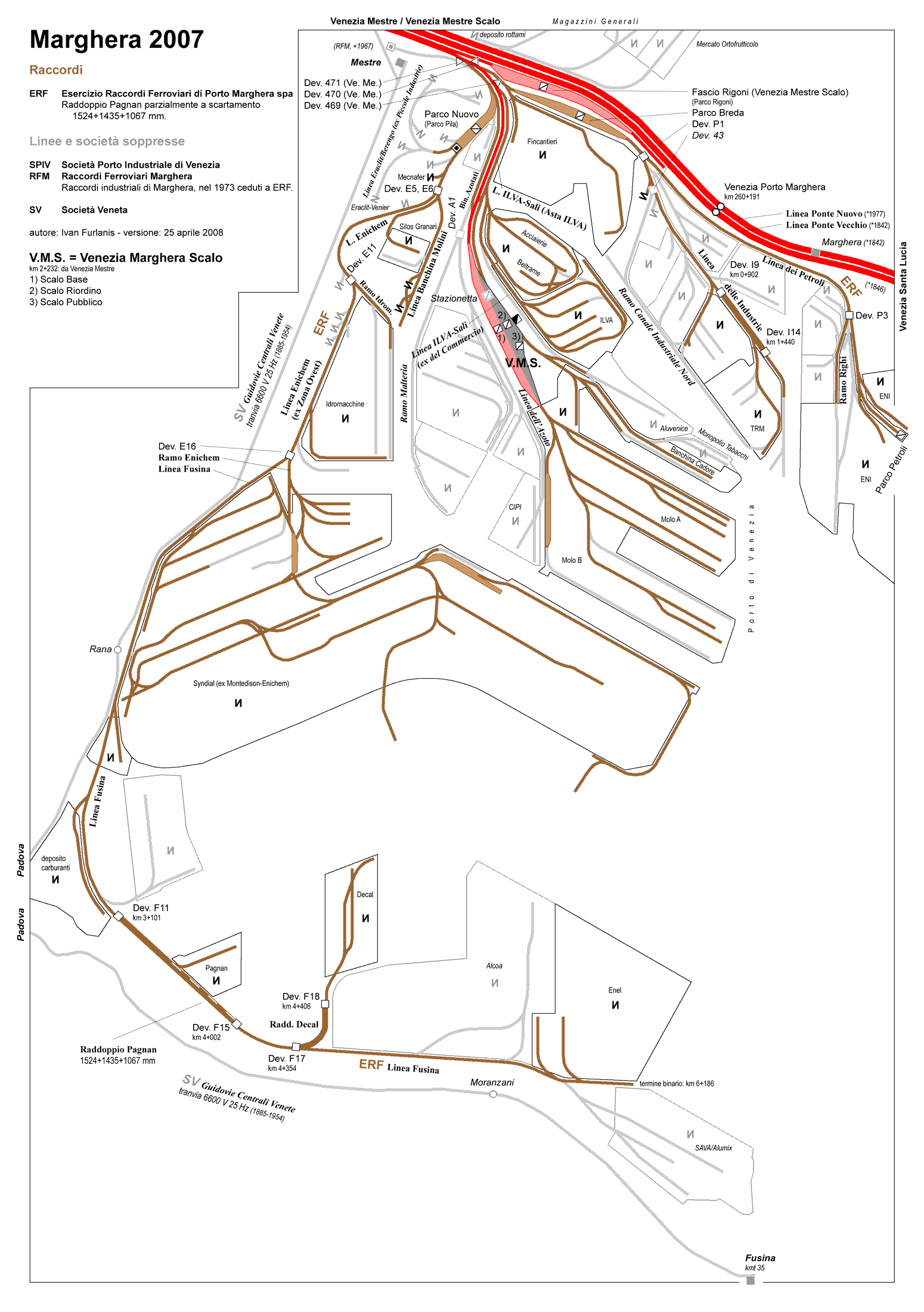
L'area industriale e il porto di Marghera

Prima della costruzione del Porto e del quartiere residenziale, la località era una zona perlopiù paludosa conosciuta come i Bottenighi. Le uniche sue strade erano via Catene che proseguiva da via del Parroco a Chirignago, e via Bottenigo che da via Catene si perdeva nella barena. Dove oggi si trova via Fratelli Bandiera vi era invece un grande canale di scolo (di cui l'attuale strada era l'argine) che giungeva alla Malcontenta; faceva parte del complesso idraulico costituito dal grande argine de intestadura, realizzato nel Trecento, che raccoglieva le acque della Brenta Vecchia e degli altri corsi d'acqua a sud del Canal Salso per deviarle lontano da Venezia, attraverso la foce del Brenta Resta d'Aio (presso Fusina).
Il toponimo "Marghera" (anticamente "Malghera") si riferiva invece ad una piccola borgata posta sulle sponde del Canal Salso, nell'odierna località San Giuliano di Mestre. Era composta da alcune case, una chiesa e alcuni magazzini destinati a fungere da sosta doganale lungo il suddetto canale per le merci dirette da e per Venezia. Nel 1805 l'impero asburgico decise di edificare un grande complesso difensivo nel luogo dove c'era il villaggio, radendolo al suolo e mantenendone il nome. Il Forte Marghera, tutt'oggi esistente, fu negli anni 1920 fonte di ispirazione per la scelta del nome per il nuovo quartiere residenziale con annessa zona industriale.

### La fondazione di Marghera
All'inizio del Novecento Venezia si dimostrava incapace di diventare una città industriale e portuale in grado di concorrere con gli altri centri del Mediterraneo soprattutto per la mancanza di un luogo adatto a questo scopo. Al contempo si poneva un problema demografico, in quanto il centro storico non disponeva di ulteriori spazi edificabili e la gran parte degli abitanti era stipata in case sovraffollate e in condizioni igieniche carenti.
Il 1º febbraio 1917 si costituì un Sindacato di studi per imprese elettrometallurgiche e navali nel porto di Venezia che incaricò l'ingegnere Enrico Coen Cagli di un progetto da realizzarsi nell'area di Bottenigo, una località rurale e barenicola posta ai margini nordoccidentali della laguna e allora ricadente nel comune di Mestre. Coen Cagli diede una risposta "triplice" che prevedeva la realizzazione di un porto commerciale (350 ha, cui si aggiungeva un piccolo porto dei petroli di 30 ha), un'area industriale (700 ha) e un quartiere residenziale (225 ha). Il 15 maggio dello stesso anno il progetto fu approvato dal Consiglio superiore dei lavori pubblici con il coinvolgimento del comune di Venezia.
Il 12 giugno il Sindacato istituì la società anonima Porto industriale di Venezia e con a capo il presidente della SADE Giuseppe Volpi. Il 23 luglio il presidente del Consiglio Paolo Boselli, il sindaco di Venezia Filippo Grimani e lo stesso Volpi firmarono una convenzione per la costruzione del porto e del quartiere residenziale, approvata e resa esecutiva il 26 luglio. Nel documento si disponeva, tra l'altro, l'esproprio di Bottenigo in favore del comune di Venezia, nonché della zona orientale della Malcontenta, allora frazione di Mira. Questa decisione provocò non pochi attriti con l'amministrazione mestrina che aveva chiesto invano di partecipare all'operazione attraverso l'istituzione di un consorzio intercomunale, e a nulla valsero le proteste del sindaco Carlo Allegri il quale non era nemmeno stato interpellato. Quello che alcuni videro come un asservimento della Terraferma a Venezia culminò nel 1926, quando un decreto di Mussolini (R.D. 15/07/1926 n. 1317, G.U. 09/08/1926 n. 183) soppresse l'autonomia amministrativa dei comuni di Mestre, Zelarino, Favaro Veneto e Chirignago.
La realizzazione del quartiere residenziale fu affidata all'ingegnere milanese Pietro Emilio Emmer (padre del futuro regista Luciano), il quale nel 1919 produsse un piano regolatore ispirato al modello della città giardino elaborato da Ebenezer Howard, ovvero una realtà che cercava di sintetizzare lavoro e ambiente naturale.
I lavori alla zona industriale cominciarono già nel 1919, mentre il 10 maggio 1921, presente il ministro Giulio Alessio, fu inaugurato il cantiere del quartiere residenziale.

### La città giardino

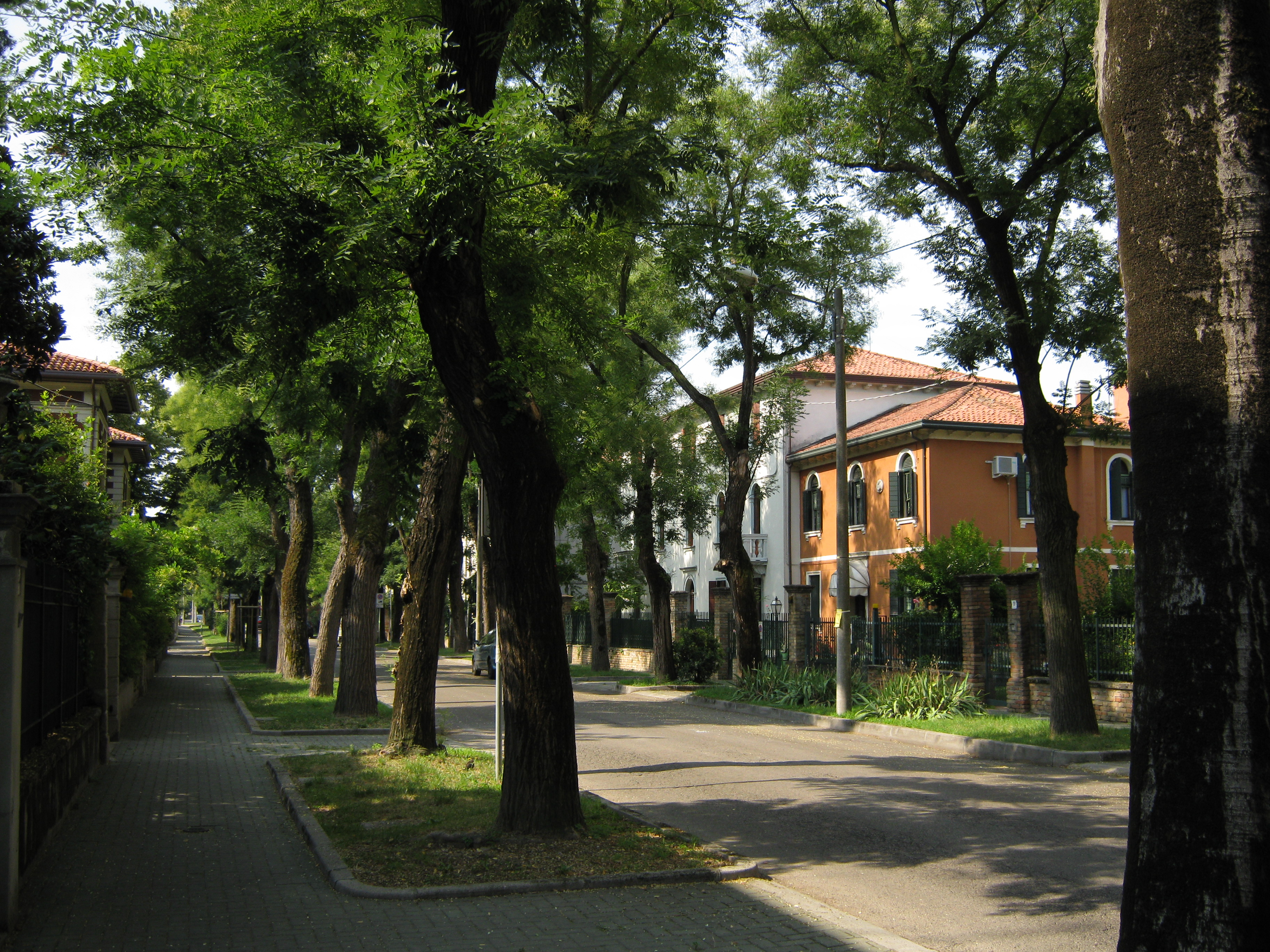
Una via di Marghera

La città giardino fu pensata allo scopo di creare un quartiere residenziale vicino al nuovo polo industriale di Marghera. Come già accennato, il piano regolatore venne affidato a Pietro Emilio Emmer che si ispirò all'inglese Ebenezer Howard e al suo modello di città giardino. In base al progetto, si sarebbero dovute costruire case salubri e accoglienti per ospitare i veneziani che sarebbero andati a lavorare nelle fabbriche, ovviando anche ai problemi di sovrappopolazione che angustiavano il centro storico.
Emmer concepì un centro caratterizzato da ampi spazi e molto verde. Era stato progettato un grande viale alberato largo 80 metri e lungo 700 da cui si sarebbero diramate laterali larghe 26 metri con aiuole che dividevano la strada dal marciapiede. I giardini privati dovevano essere almeno quattro volte più estesi dell'edificio annesso; inoltre, ogni edificio non poteva distare meno di 15 metri dagli edifici vicini e non poteva superare i tre piani. Nel centro del quartiere dovevano sorgere tutte le strutture che ospitavano i servizi pubblici come scuole, uffici comunali, teatri, ospedali, biblioteche e mercati, in modo da favorire l'aggregazione di una comunità solida.
I lavori incontrarono sin dall'inizio gravi rallentamenti, con l'esproprio delle case e delle terre dei residenti della zona e la conseguente chiusura delle attività contadine e di pascolo. Nel 1925, a quattro anni dall'apertura del cantiere, resistevano ancora numerosi edifici rurali da abbattere tra le case di nuova erezione (realizzate anche con il materiale di recupero delle vecchie costruzioni).
Il progetto andò in fumo quando il comune di Venezia smise di finanziare il progetto a causa della scarsità di fondi. Le fabbriche, contrariamente al previsto, finirono per assumere soprattutto personale residente nelle zone limitrofe, facendo saltare la connessione tra la zona industriale e il quartiere residenziale. A questo punto le norme previste dal progetto verranno via via abbandonate.

### Gli anni recenti

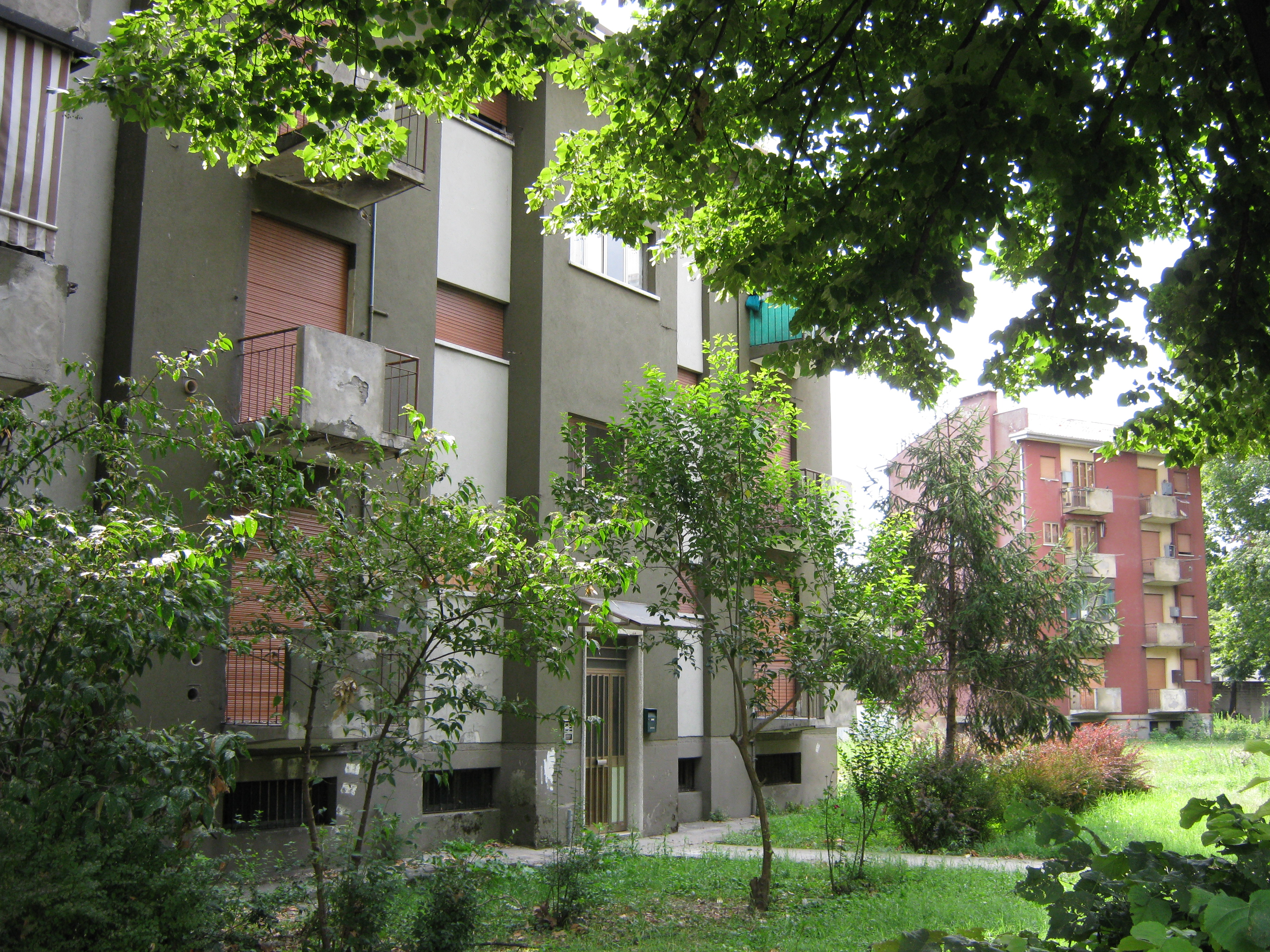
Le "Vaschette", edificate negli anni cinquanta per gli esuli giuliano-dalmati e oggi demolite

Durante la seconda guerra mondiale il porto diventò un obiettivo sensibile per gli Alleati che lo bombardarono a più riprese, bloccandone le attività e coinvolgendo purtroppo anche gli abitati contigui. A guerra finita al posto delle industrie restavano solo macerie, tuttavia la produzione riprese e a partire dagli anni cinquanta Porto Marghera cominciò ad essere uno dei poli industriali più conosciuti del Paese. Una delle prime produzioni fu il ciclo dell'azoto, precursore della produzione di fertilizzanti, dapprima per l'Agrimont, poi per Enichem Agricoltura.
Lo sviluppo di Marghera comportò la nascita o lo sviluppo di altri centri abitati vicini, come Catene, sviluppatasi negli anni cinquanta intorno alla parrocchia di Santa Maria della Salute: raggiunse la massima espansione negli anni sessanta, sia dal punto di vista delle attività produttive che da quello demografico, attirando numerosi abitanti dal centro storico e dai comuni vicini.

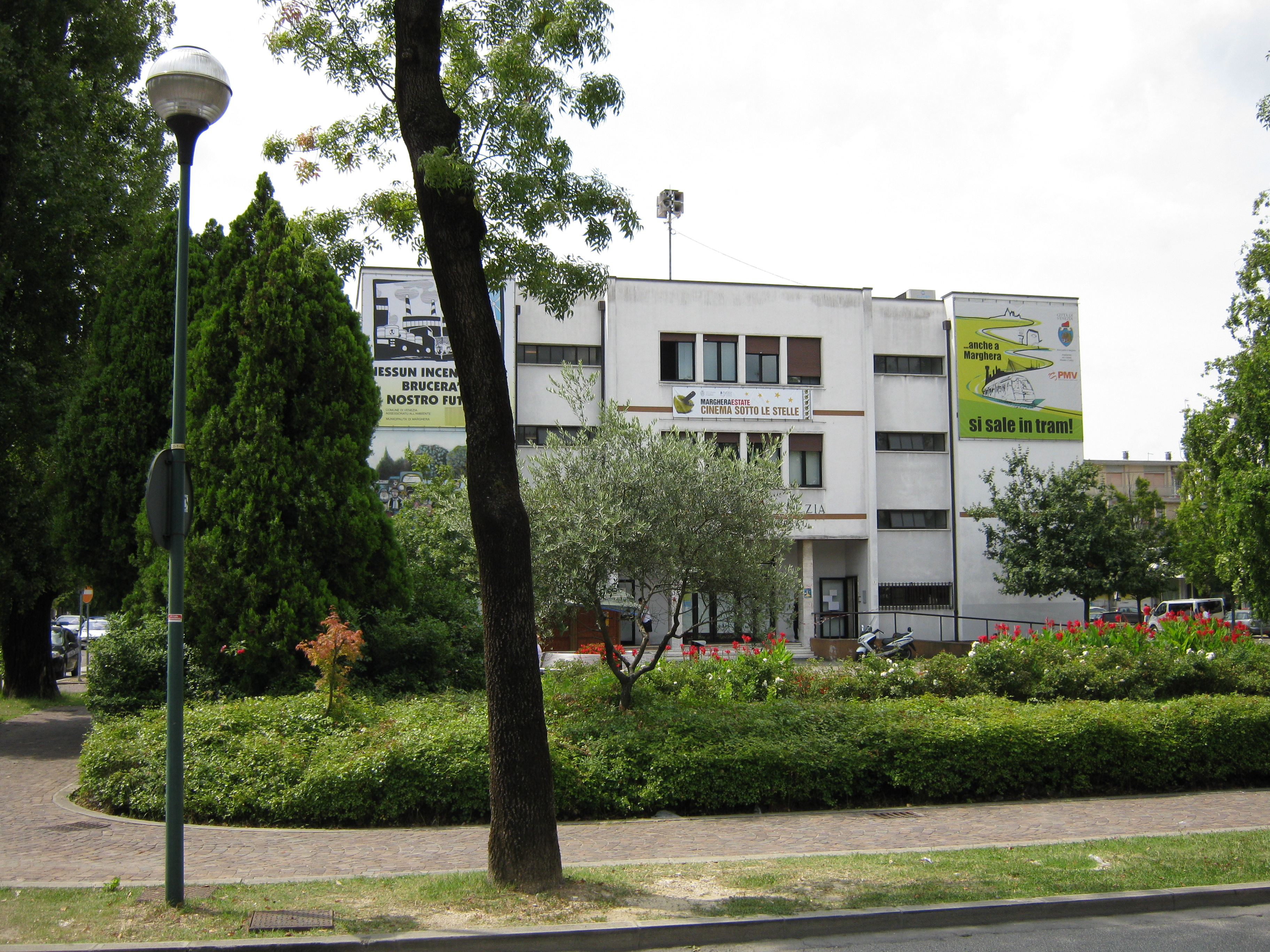
Il cosiddetto Municipio di Marghera (sede degli uffici comunali)

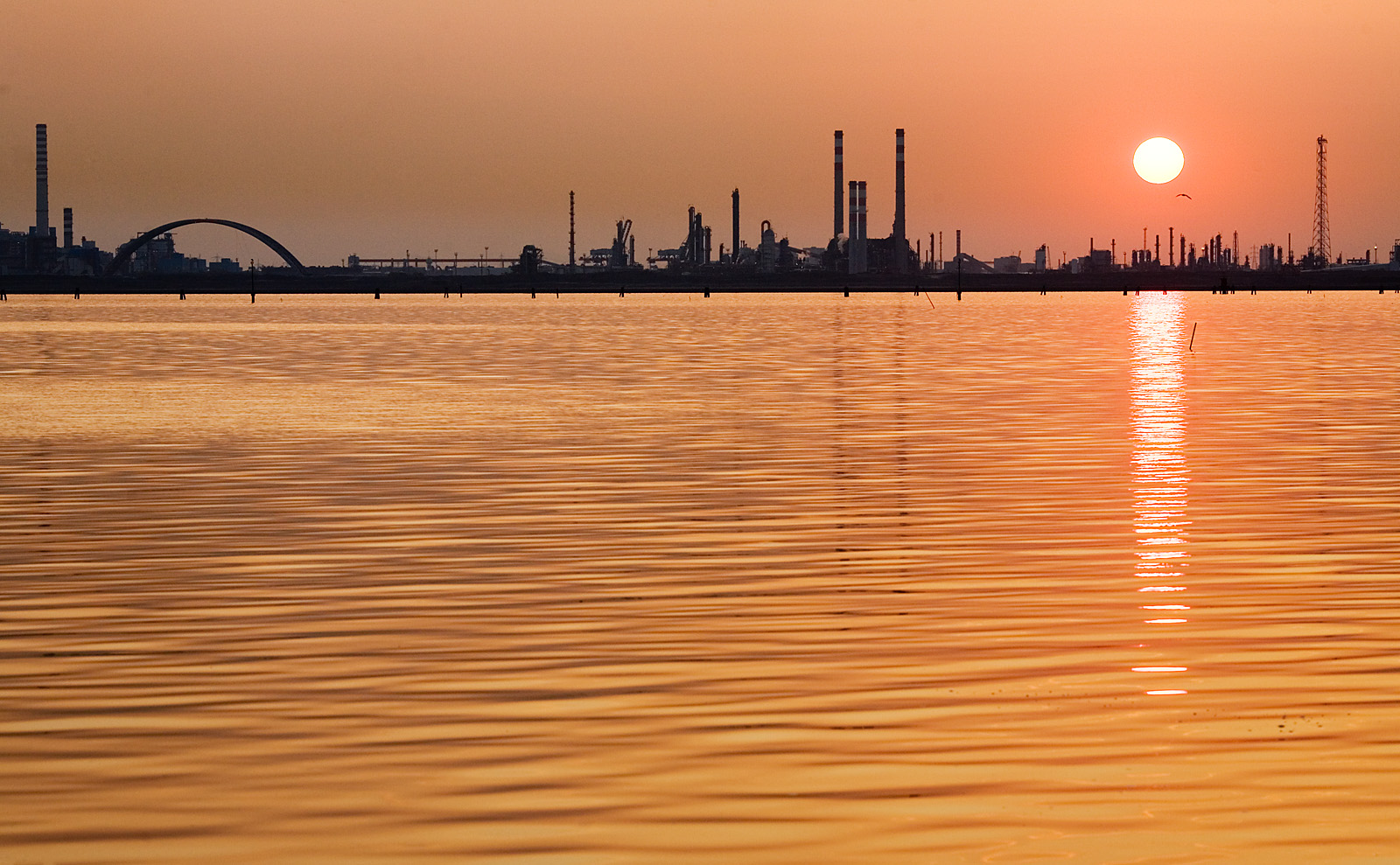
Porto Marghera visto dalla Laguna

Secondo l'Accordo di Programma sulla Chimica a Porto Marghera, nel 1999, su un'area di 2000 ettari (tra insediamenti industriali e canali portuali) erano presenti Enichem, EVC, Edison Termoelettrica, Elf Atochem, Crion, Sapio, Agip Petroli, Esso Italiana, Api, Ausimont, Montefibre, San Marco Petroli, Decal, Agip Gas, Ambiente.
Al 2006, delle aziende che erano ivi insediate rimangono Ineos Vinyls Italia (ciclo del cloro), Gruppo Sapio, Solvay Fluor Italia, Arkema, Montefibre, Eni (direttamente, con la Raffineria di Venezia ma anche con Syndial - ciclo del cloro e Polimeri Europa - cracker etilene): aveva già chiuso Dow Poliuretani Italia.
All'apice della sua storia (1971), tutto l'insediamento industriale (per la maggior parte occupato da aziende del gruppo Montedison ed Eni), composto anche da compagnie estranee alla chimica (Alumix, Samim, Enel, Ilva ecc.), è arrivato ad avere 200 aziende che impiegavano 35.724 persone: ad oggi, compreso anche il Cantiere navale di Marghera di Fincantieri, risultano impiegate 13.560 persone.
Secondo l'analisi di Anthony Candiello, riportata nel suo saggio Marghera 2009. Dopo l’industrializzazione, il declino di Porto Marghera è scaturito dal fatto che la classe dirigente del tempo ha preferito puntare sullo status quo, mantenendo certamente inalterato il livello occupazionale ma non richiedendo alle imprese ulteriori investimenti in ricerca e sviluppo (il Centro Studi Luccini parla di lentezze nel processo di adeguamento tecnologico, scientifico, organizzativo): a ciò poi si sono aggiunte l'austerity e le normative ambientali più stringenti, unite ad una crescita delle rivendicazioni sindacali, e quindi ai fenomeni di delocalizzazione. L'OECD, nel suo Territorial Reviews - Venezia Metropoli, fa infine notare come negli anni sessanta i paesi fornitori delle materie prime inviate a Marghera per essere raffinate abbiano iniziato a costruire sul proprio suolo gli impianti per questo genere di lavorazione, contribuendo alla crisi del Petrolchimico.
Nel 2008, il gruppo vicentino Cereal Docks ha acquistato lo stabilimento della multinazionale americana Bunge ed un secondo impianto per la produzione di biocombustibili a partire dalla lavorazione dei semi oleosi. Materie prime e prodotti finiti sono movimentati tramite collegamenti portuali e ferroviari, ad eccezione di una quota ceduta via pipeline all'impianto prossimale dell'ENI.

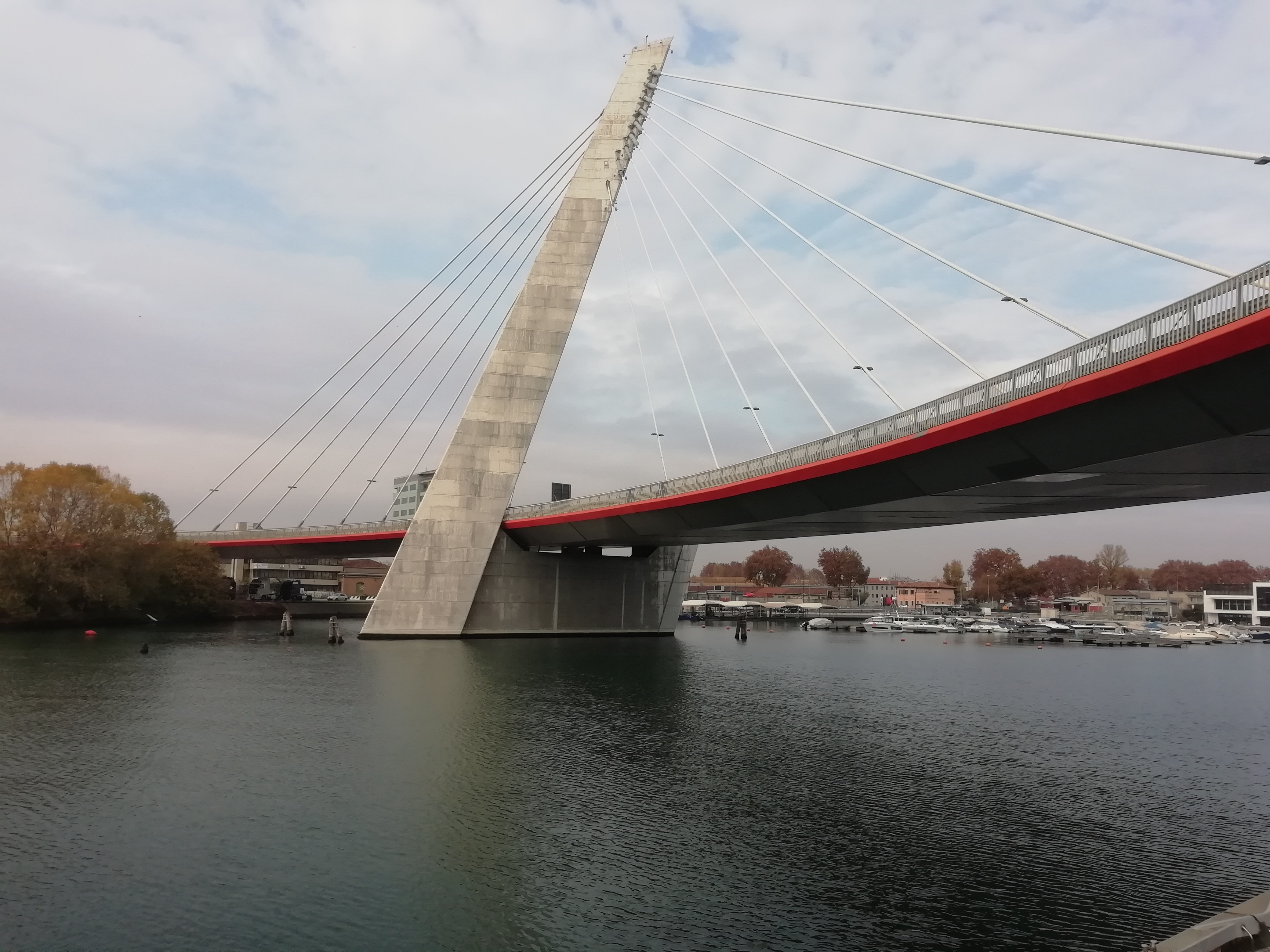
Ponte strallato di Porto Marghera

In questi ultimi anni Marghera si sta trasformando, sia nella zona industriale che nel quartiere urbano. La zona industriale sta guardando al futuro in un'ottica di uno sviluppo sostenibile che rispetti l'ambiente e che al tempo stesso salvaguardi l'occupazione; in questa ottica è stato creato il VEGA Science Technology Park, un parco scientifico-tecnologico che ospiterà molte nuove aziende. Nel 2006 è stato inaugurato il nuovo ponte strallato di Porto Marghera, che per l'insolita estetica curvilinea è stato definito come un simbolo della riqualificazione dell'area industriale. Il quartiere urbano si sta anch'esso evolvendo da periferia dormitorio di Venezia e Mestre in una realtà con una fisionomia propria, cercando di rispettare l'idea originaria che voleva fare di Marghera una "città giardino".
A partire dal 1998, con il finanziamento della regione Veneto è nato il progetto SIMAGE per il monitoraggio della qualità dell'aria dell'area industriale di Marghera e la gestione delle emergenze di contaminazione chimica a seguito di incidenti industriali.

## Monumenti e luoghi d'interesse

### Architetture religiose

#### Chiesa di Sant'Antonio di Padova

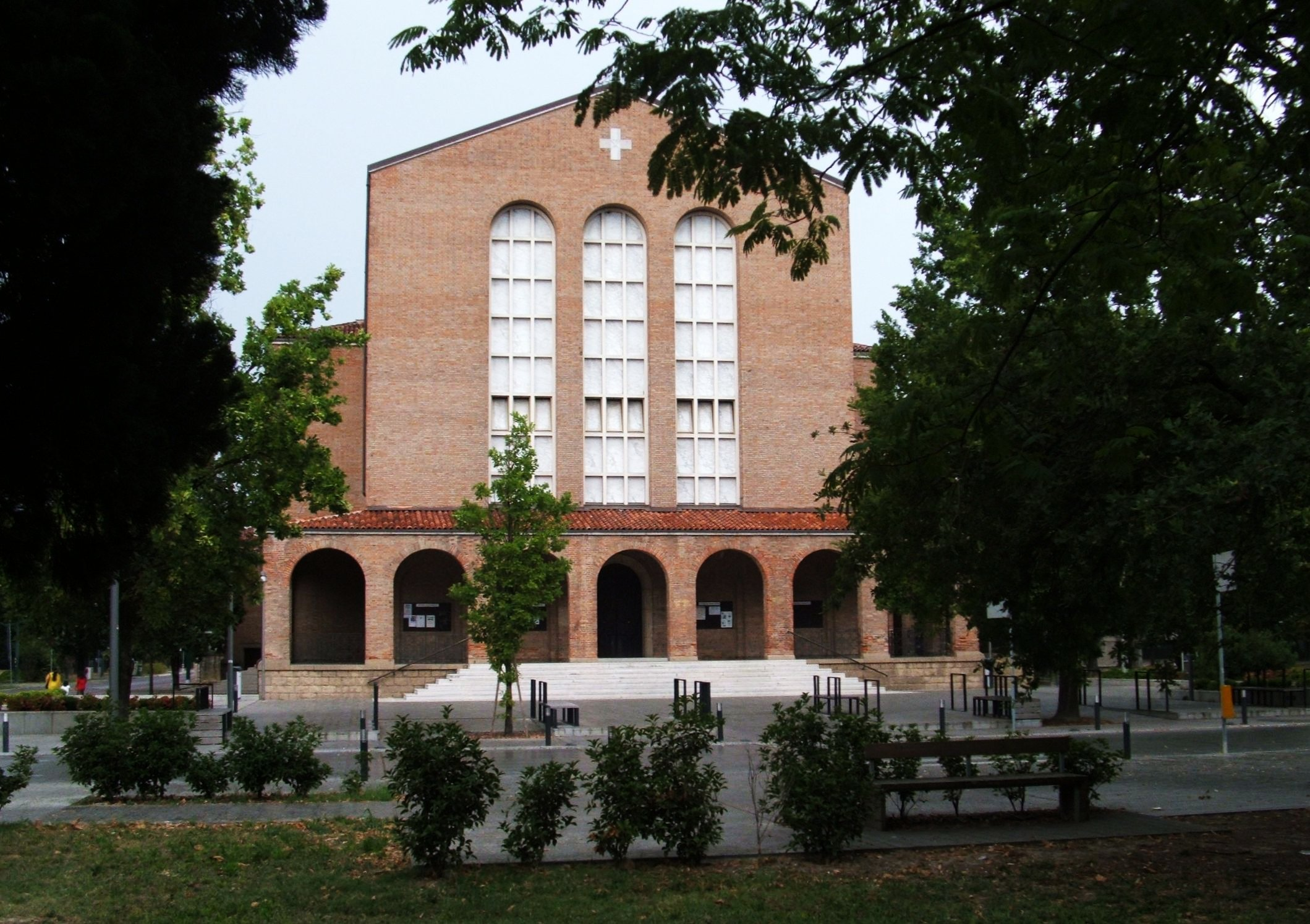
Chiesa di Sant'Antonio

Nel 1925 il vescovo di Treviso Andrea Giacinto Longhin (la terraferma veneziana appartenne alla sua diocesi sino al 1927) pregò i frati minori della provincia veneta di occuparsi della cura religiosa del nascente quartiere, in quanto troppo distante dal duomo di Mestre. Solo verso la fine del 1926 i frati di San Michele in Isola cominciarono ad officiare presso un'aula delle scuole "Filippo Grimani". Nel 1929 venne istituita la casa religiosa e nel 1946 la parrocchia.
Per quanto riguarda l'erezione della chiesa progettata da Angelo Scattolin (che in base al piano originario della città giardino doveva essere una chiesa-ossario), i lavori procedettero con molta difficoltà: iniziata nel 1935, nel 1939 veniva benedetta la cripta; le opere rimanenti furono portate a termine grazie a una donazione del conte Giuseppe Volpi.

#### Chiesa di Gesù Lavoratore

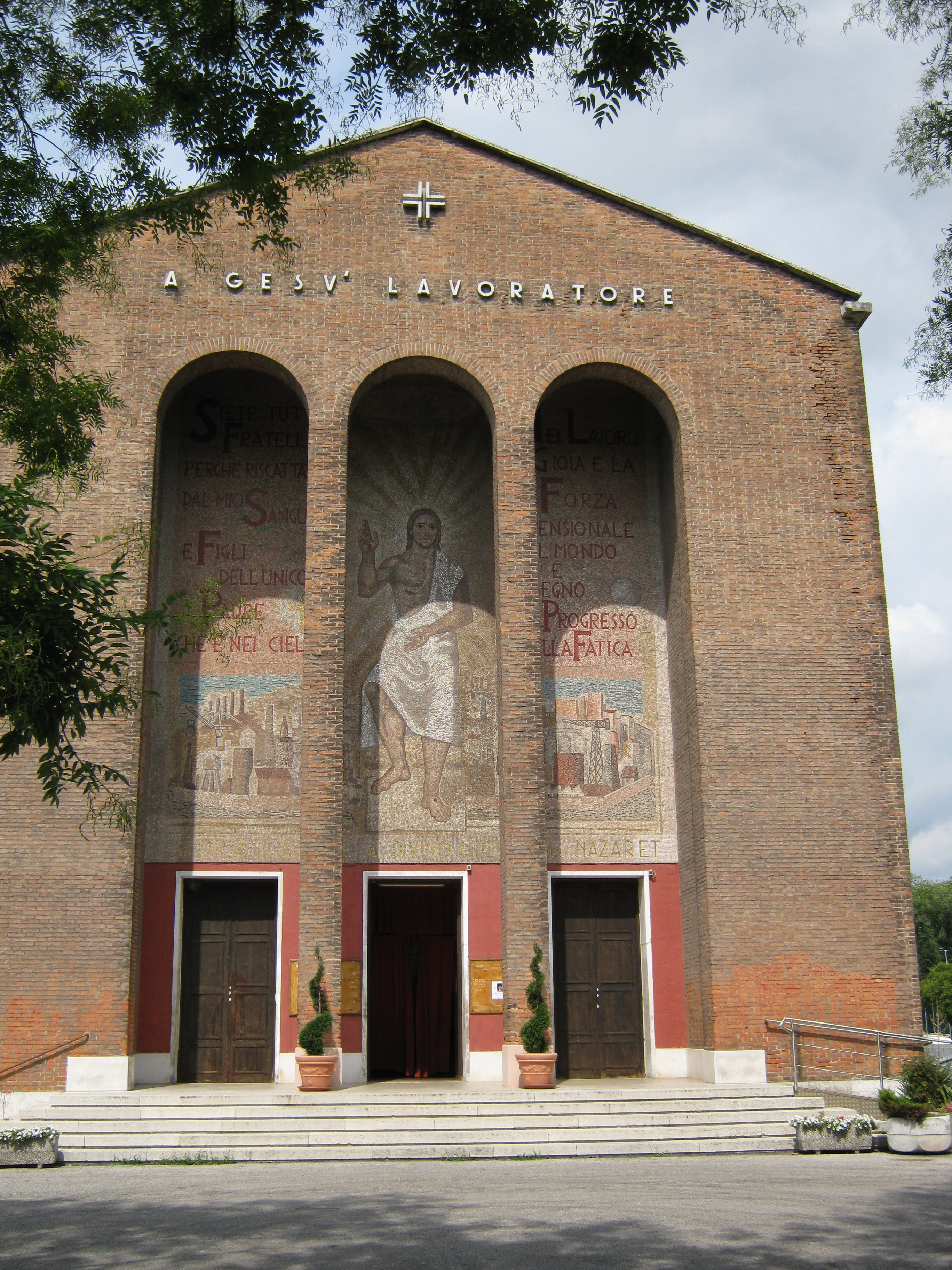
Chiesa di Gesù Lavoratore

È il riferimento religioso per la zona meridionale di Marghera, e in particolare per il quartiere di Ca' Emiliani.
L'idea di costruire questa chiesa era stata concepita già negli anni trenta, tuttavia l'effettiva realizzazione fu rimandata al dopoguerra per ragioni economiche. Progettata da Angelo Scattolin, è un grande edificio con pianta a croce greca e in mattoni a vista. Fu benedetta il 1º maggio 1954 dal patriarca di Venezia Angelo Roncalli, divenendo così la prima chiesa italiana intitolata a Gesù Lavoratore.
La gestione della parrocchia è affidata a una piccola comunità salesiana.
Le pareti sud dell'edificio sono state adibite a palestra di roccia da un'associazione di free climber.

#### Chiesa di San Michele Arcangelo

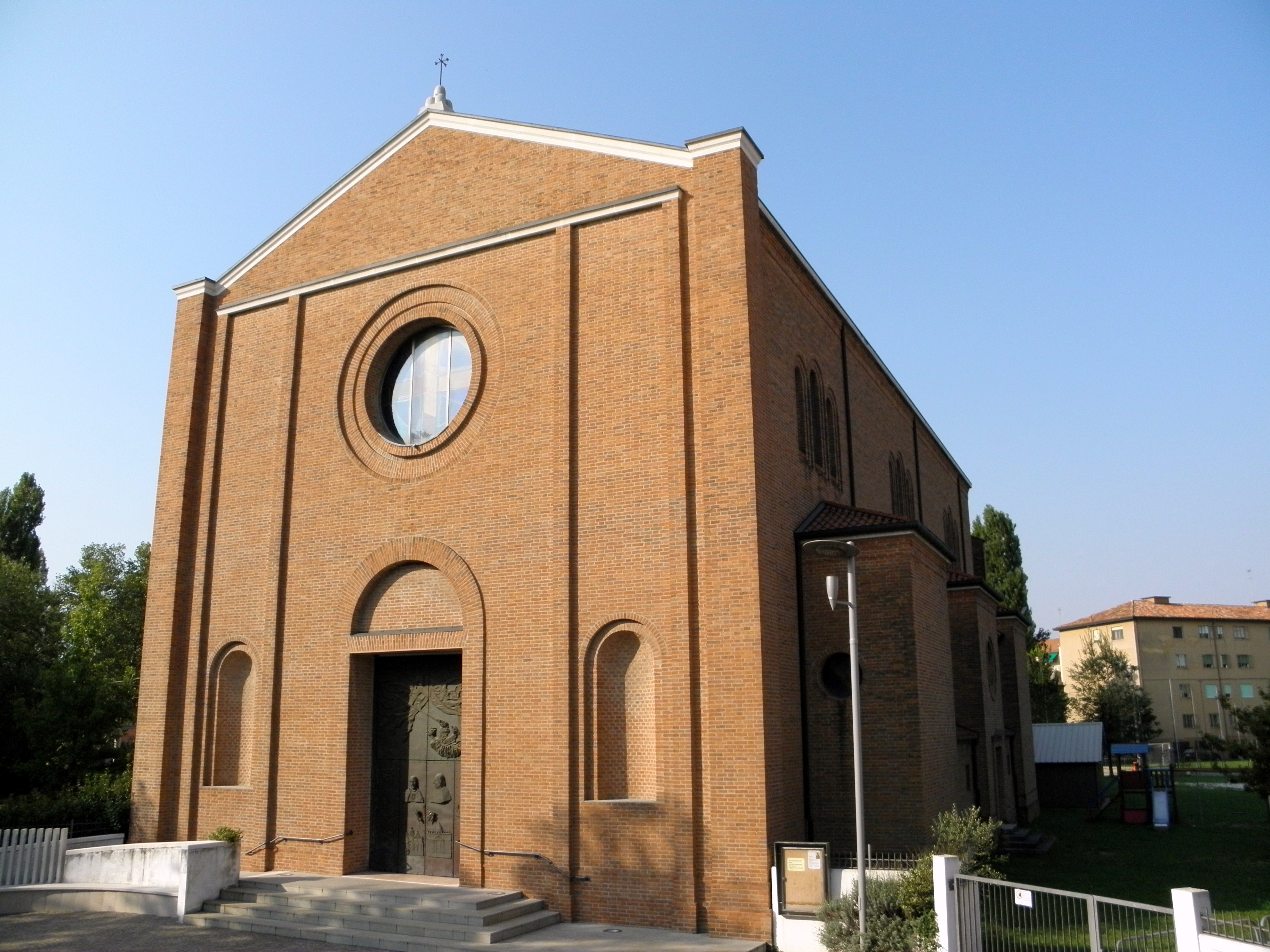
Chiesa di San Michele Arcangelo

Si trova nella zona centro-orientale dell'abitato, rivolta verso la zona industriale.
Progettata da Brenno Del Giudice, l'intitolazione al Santo Patrono della città di Mestre San Michele Arcangelo è anche un riferimento a Michele Pasquato, presidente degli industriali veneti che ne aveva finanziato la costruzione. Iniziata nel 1950, fu consacrata nel 1951 e definitivamente conclusa nel 1954.
È un edificio neoromanico in mattoni a vista. L'interno è formato da un'unica navata con tre cappelle per lato.
Nel 1993 il catino dell'abside fu dipinto con le scene della Trasfigurazione e dell'Ultima cena da Ernani Costantini, lo stesso pittore dipinse anche le pareti laterali del presbiterio con La chiamata di Pietro e La pesca miracolosa nel 1996.

#### Chiesa di San Pio X
Situata nella zona centro-occidentale del quartiere, fu eretta a partire dal 1964 su progetto dell'architetto Vinicio Lazzari. La parrocchia era stata istituita già nel 1956 (a qualche anno dalla canonizzazione di papa Pio X) su iniziativa del patriarca Angelo Giuseppe Roncalli che la diede in gestione agli Orionini.

#### Chiesa della Santissima Risurrezione
La parrocchia fu costituita nel dicembre 1970, al tempo della costruzione del nuovo e poi popoloso quartiere Cita. Dapprima ospitata in un appartamento a piano terra dovette trasferirsi per un ventennio in un provvisorio prefabbricato situato in una posizione esterna al centro dell’edificato. Soltanto nel 1994 dopo il fallimento della società immobiliare proprietaria del complesso la curia patriarcale riuscì ad acquistare il terreno e in seguito a dare inizio al nuovo attuale edificio di culto e al patronato, inaugurati nel 1997.
La chiesa attuale, situata in un'area a verde, fu progettata dell’architetto Giovanni Zanetti. La pianta trapezoidale dell’aula converge verso l’altare illuminata da oculi laterali e dal grande rosone absidale; la affianca la cappella del Santissimo chiusa, e contemporaneamente aperta, da pareti di vetro; all’altro lato è la cappellina battesimale che si apre con un’ampia vetrata su un rigoglioso giardinetto.
In particolare e differenza di molte altre chiese contemporanee la concezione progettuale poté già prevedere gli elementi fondamentali di illustrazione liturgica, dipinti – in tempo per la consacrazione della chiesa – da Ernani Costantini: il grande dipinto della Risurrezione di Cristo disposto in una apposita breccia nel muro absidale, Cristo e l’adultera su una parete laterale e la complessa tela Sulle rive del Giordano per il fonte battesimale. Qualche anno più tardi, nel 2005, sempre Costantini realizzò lo sgraffito esterno Le Pie Donne al sepolcro sopra il portale principale.

#### Chiesa dei Santi Francesco e Chiara
Posta nella zona occidentale, a breve distanza dalla tangenziale, la sua parrocchia fu istituita nel 1988 ed è per questo la più recente del patriarcato di Venezia.
L'attuale chiesa venne eretta e consacrata nel 2005. Al suo interno spiccano i frammenti delle reliquie dei santi Francesco e Chiara poste alla base dell'altare principale, il tetto a forma di albero, le vetrate che rappresentano gli elementi del Cantico dei Cantici.
La chiesa precedente, oggi sconsacrata, viene usata come aula polivalente del patronato ("Sala San Francesco"). Più piccola e semplice, è costituita da un'unica aula rettangolare coperta dal tetto a doppio spiovente. La facciata a capanna ha i profili in pietra e presenta una lunetta scolpita sopra l'ingresso.

#### Oratorio della Rana
Intitolata alla Beata Vergine delle Grazie, si trova nei pressi di Ca' Emiliani, affacciata alla fine di via Fratelli Bandiera.
Trae il nome dalla famiglia di possidenti che la fece costruire nel XVI secolo, assieme all'omonimo borgo rurale di cui oggi non resta traccia. Dopo un periodo di decadenza, nel 1900 fu acquistata e restaurata da Antonio Marcolin e Luigi Ballarin per essere riaperta al culto.
Con l'istituzione della parrocchia di Gesù Lavoratore, la chiesetta venne nuovamente sconsacrata e ridotta a officina, ma ne è previsto il restauro.

## Società

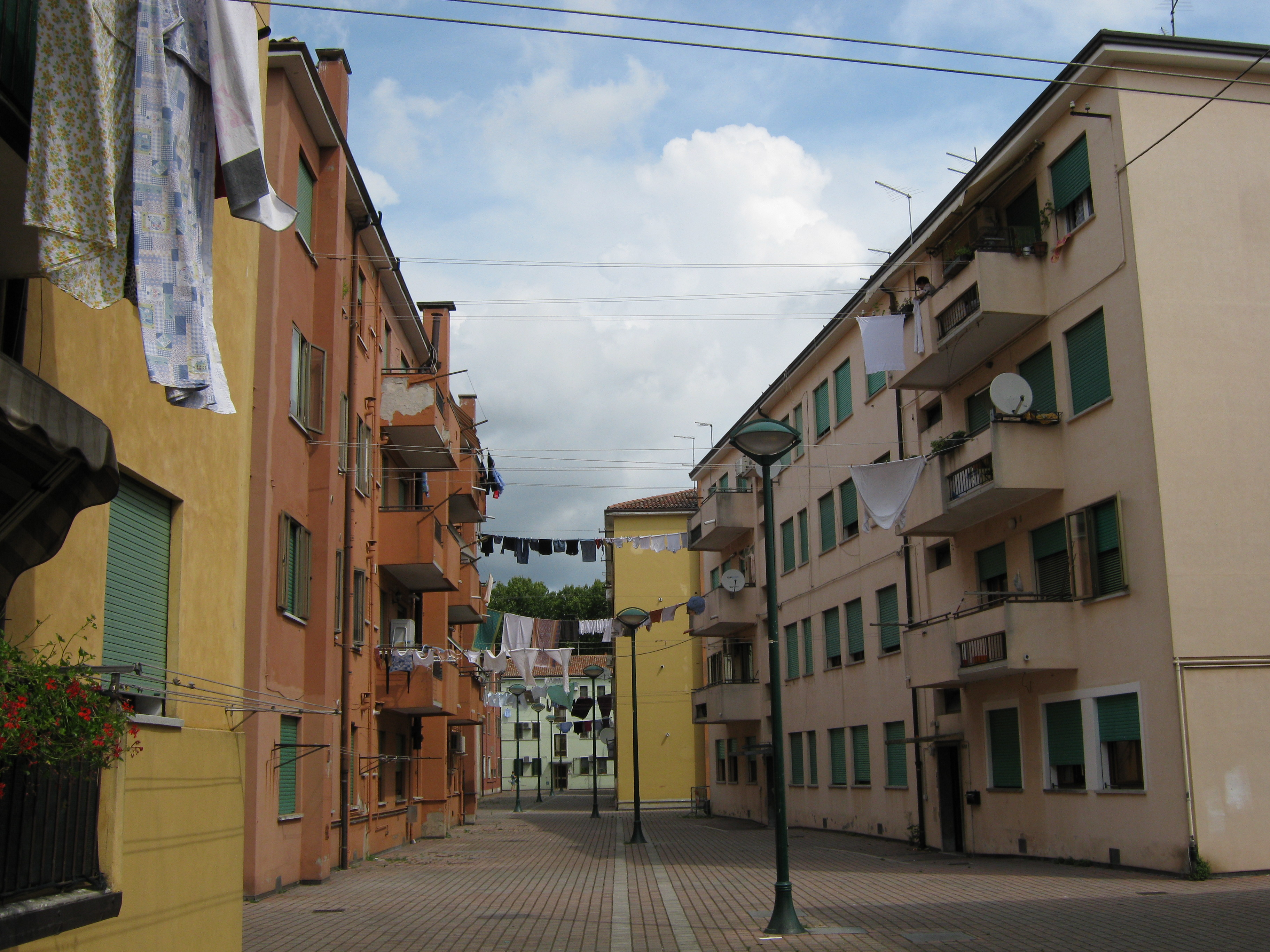
Case popolari a Marghera

Il quartiere oggi conta 17.522 abitanti (28.622 se si considera l'intera municipalità), ed è attorniato da diversi sobborghi, tra i quali Catene (6.419 ab.), Villabona (1.147), Ca' Emiliani (323 ab.), Ca' Sabbioni (586 ab.), Ca' Brentelle (459 ab.) e la Malcontenta (899 ab.), località che si estende anche nel comune di Mira dove sorge la nota villa palladiana. Marghera, che è sede di un vicariato del patriarcato di Venezia, conta otto parrocchie.
È presente nel quartiere una nutrita comunità di immigrati dal Bangladesh, attivi soprattutto nei cantieri navali, nel settore turistico e nel commercio al minuto.

## Cultura

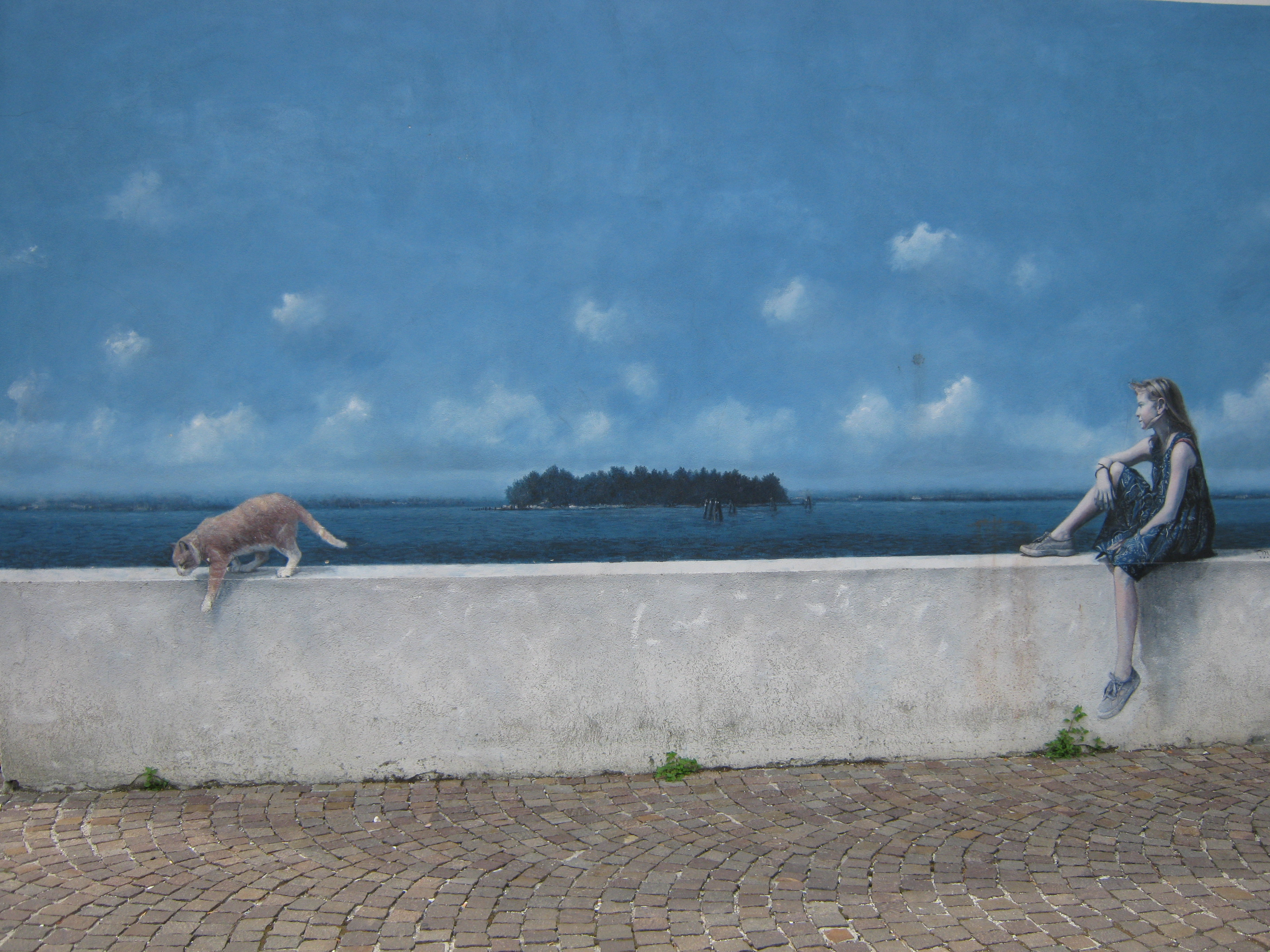
Murale in Piazza Sant'Antonio

### Musica
In seguito alla sentenza di assoluzione di tutti gli imputati relativamente alle morti, dovute all'esposizione di prodotti tossici, degli operai del petrolchimico di Marghera, le band ska italiane Banda Bassotti e Talco hanno composto due canzoni sul tema: Marghera 2 novembre nell'album L'altra faccia dell'impero (2002), e Tutti assolti nell'omonimo album (2005).
Nel 1966 si formò a Marghera la band Le Orme, molto famosa nel genere di rock progressivo italiano sia durante gli anni di attività che nei nostri giorni.
Marghera, inoltre, è la "patria" di una band molto nota negli anni novanta per il suo suono di pura matrice reggae ma interpretato in dialetto veneziano, ovvero i Pitura Freska. Il gruppo, capitanato da Gaetano Scardicchio, in arte Sir Oliver Skardy, e da Francesco Casucci, in arte Ciuke (che poi abbandonerà il gruppo a causa di una lunga malattia), e con le maestranze musicali di Marco Forieri, Francesco Duse, Valerio Silvestri e Cristiano Verardo, hanno fatto di una realtà locale come Venezia, Marghera e dintorni, una voce da divulgare a livello nazionale ponendo, con la cantata in veneziano, problematiche e realtà suburbane dimenticate dalla grande politica e dalla realtà amministrativa locale; tanto che la band ha dedicato un celebre brano reggae a Marghera, contenuto nell'album Na bruta banda.
Emilio De Sanzuane (1920-2012) è stato un poeta-paroliere ed editore, autore di molte canzoni in dialetto veneziano: Vecchia Venezia, Ciaro de luna, Pergolo sul rio, Do' basi de fogo. Notevole è stata la collaborazione con il compositore Italo Salizzato, vanno ricordate le canzoni: Invito a Venezia, Basime,strenzime, Te ciapo per man (I Take you by the hand), Cara venezia mia, Aurevoir a Venise, Venezia fiorita, Al ponte de le tette, Care gondole, Polenta e pesce a gogò, Una coperta ricamata, Romantica Venezia e tante altre.
Nei mesi di giugno, luglio e agosto ha luogo il Marghera Estate Village, una rassegna all'aperto di concerti e manifestazioni serali, riportata nella sua sede originaria dopo il trasferimento temporaneo a Parco S.Giuliano.

### Poesia
A Marghera fa riferimento anche il poeta Andrea Zanzotto che ha composto una lirica ispirata al suo paesaggio.

## Infrastrutture e trasporti

### Ferrovie
L'area residenziale è servita dalla stazione di Mestre (che in effetti è interposta tra l'estremità sud di Mestre e l'estremità nord di Marghera); parte del porto e della zona industriale sono raggiungibili tramite la stazione di Venezia Porto Marghera.
La zona industriale è servita dal terminal commerciale della stazione di Venezia Marghera Scalo, attiva per i soli treni merci.

### Mobilità urbana

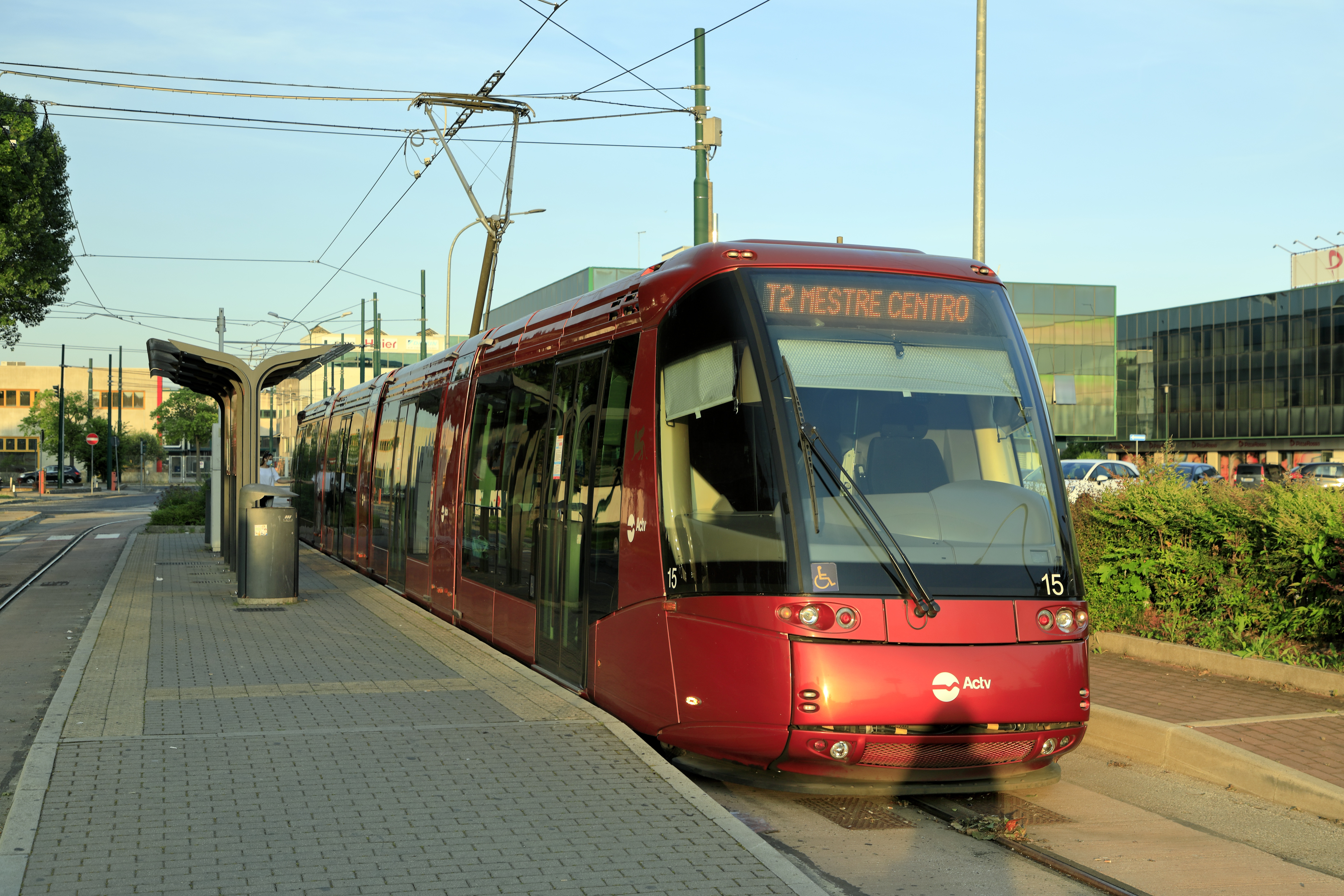
Capolinea di Marghera della linea T2

Il trasporto pubblico urbano a Marghera è gestito da ACTV. La Municipalità è servita da una serie di linee urbane che garantiscono un collegamento con Venezia - piazzale Roma e con le altre zone della conurbazione mestrina; la linea notturna (N2) permette un collegamento con Venezia - piazzale Roma ed è in coincidenza con il servizio notturno di navigazione. La linea T2 della tranvia di Mestre, collega la zona commerciale di Marghera con il centro di Mestre arrivando a Piazzale Cialdini.
In passato Marghera era servita da alcune linee filoviarie.